# 카미유 드 파지
카미유 드파지스(Camille de Pazzis, 1977년 3월 9일 ~ )는 프랑스의 배우이다.